# Johann Lukas Boër

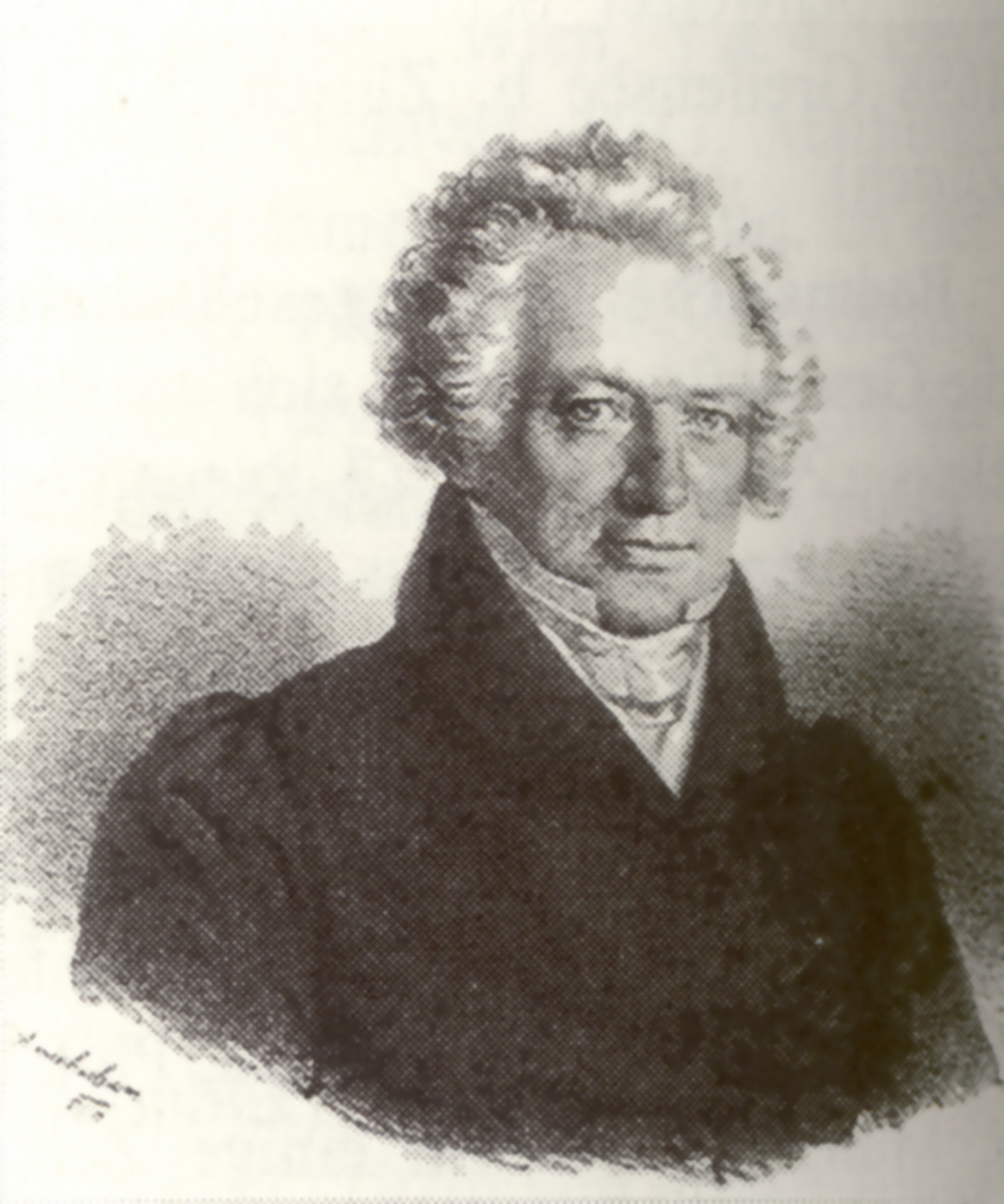
Johann Lukas Boër, litografi av Josef Kriehuber (1830).

Johann Lukas Boër (egentligen Boogers), född 20 april 1751 i Uffenheim vid Ansbach, död 19 januari 1835 i Wien-Alsergrund, var en tysk kirurg och obstetriker.
Boër, som var verksam i Wien, gjorde sig främst känd som obstetriker. Han verkade för en mindre frekvent användning av förlossningsinstrument. Han var även en betydande lärare i obstetrik och hade talrika elever. Han framställde sina åsikter i Sieben Bücher über natürliche Geburtshilfe (Wien 1834).